# Notocera tripodia
Notocera tripodia är en insektsart som beskrevs av Leon Fairmaire. Notocera tripodia ingår i släktet Notocera och familjen hornstritar. Inga underarter finns listade i Catalogue of Life.